# USS Columbus (SSN-762)
Pour les autres navires du même nom, voir USS Columbus.
Le USS Columbus (SSN-762) est un sous-marin nucléaire d'attaque américain de classe Los Angeles nommé d'après Colombus dans l'Ohio.

## Histoire du service

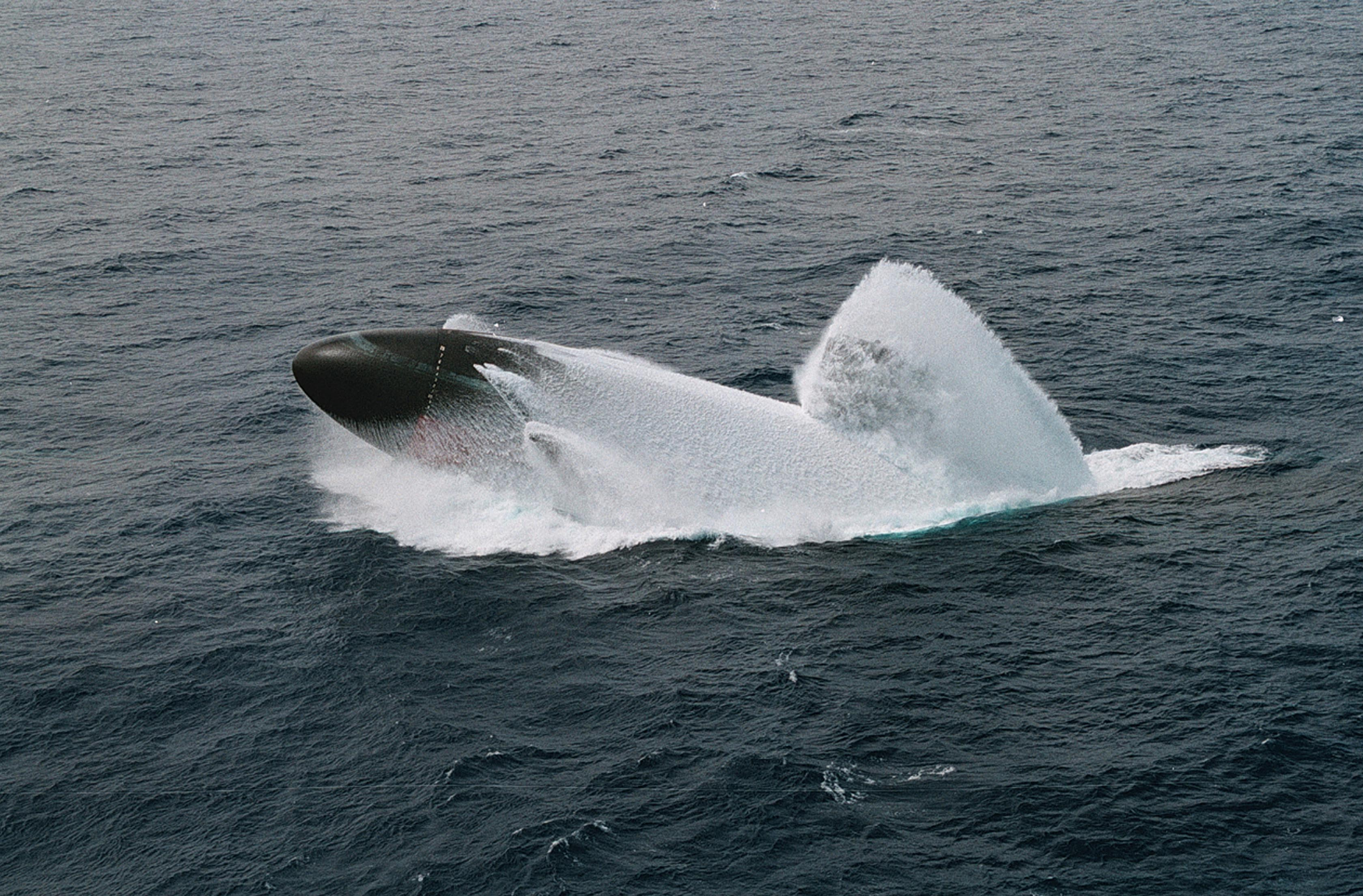
L'USS Columbo émergeant à la surface lors d'un exercice à 35 miles de Oahu

Construit au chantier naval Electric Boat de Groton, il a été commissionné le 24 juillet 1993 et est toujours en service dans l’United States Navy en 2014.
Appartenant à la Flotte du Pacifique des États-Unis, il est déployé dès 1995-1996 dans le Pacifique occidental.
Le Colombus est le premier sous-marin équipé d'un système de conduite de tir BYG-1 en décembre 2002. Deux lancements de missiles de croisière Tomahawk (Block IV) ont été menés avec succès en mai 2013 dans l'océan Pacifique au large de la côte de Californie du Sud. Le sous-marin est retourné à Pearl Harbor (Hawaï) en août 2012 après avoir terminé un déploiement de six mois au côté de la 7e flotte avec escales au Japon, en Corée du Sud et à Guam. Il est arrivé dans la ville portuaire sud-coréenne de Busan le 3 mars 2014. Son arrivée à Busan est une partie intégrante de son déploiement dans le Pacifique occidental.